# Mary Ann Cotton
Mary Ann Cotton, nome de solteira Robson (Low Moorsley, Sunderland, 31 de outubro de 1832 — Prisão de Durham, 24 de março de 1874), foi uma assassina em série britânica, considerada a primeira da Inglaterra, em homicídios que se deram vinte anos antes dos casos de Jack, o Estripador; teria sido responsável por vinte e uma mortes por envenenamento, usando principalmente arsênio.

## Infância
Mary Ann Robson nasceu no que hoje é a cidade de Sunderland. Seu pai Michael, um mineiro, foi um religioso fervoroso e um disciplinador feroz.
Quando Mary Ann tinha oito anos, seus pais se mudaram com a família para a aldeia de Durham County Murton, County Durham, onde ela acabou entrando numa escola nova e encontrou dificuldades para fazer amigos. Logo após a mudança, seu pai caiu em uma mina que estava sendo escavada e morreu em Colliery Murton.
Quando Mary Ann tinha 14 anos, sua mãe casou com Robert Stott, com quem Mary Ann não se dava bem. Na idade de 16 anos, ela se mudou para tornar-se uma enfermeira domiciliar na casa de Edward Potter na aldeia vizinha de South Hetton. Depois de três anos lá, ela voltou para a casa de sua mãe com conhecimentos de costura.

## Primeiro marido: William Mowbray
Na idade de 20, Mary Ann casou-se com o minerador William Mowbray em Newcastle-upon-Tyne, e eles logo se mudaram para Plymouth, Devon. O casal teve cinco filhos, quatro dos quais morreram de febre gástrica. William e Mary Ann voltaram para o North East, onde eles tiveram, e perderam, mais três filhos. William se tornou um capataz no de Sul Hetton Colliery e depois um bombeiro a bordo de um navio a vapor. Ele morreu de uma doença intestinal em janeiro de 1865. A vida de William estava segurada pela British and Prudential Insurance e Mary Ann coletou o pagamento de £ 35 por sua morte, o equivalente a cerca de metade do salário anual de um trabalhador braçal na época.

## Marido 2: George Ward
Logo após a morte de Mowbray, Mary Ann se mudou para Seaham Harbour, Condado de Durham, onde ela iniciou um relacionamento com Joseph Nattrass. Ele, porém, estava envolvido com outra mulher e ela deixou Seaham após o casamento de Nattrass. Durante este tempo, sua filha de 3 anos de idade morreu, deixando-a com um filho dos nove que tinha dado a luz. Ela retornou à Sunderland e arranjou um emprego numa Enfermaria de Sunderland, na Casa de Recuperação e Cura de Febres Contagiosas dum posto de saúde da Humane Society. Ela enviou sua filha, Isabella, para viver com sua mãe.
Um de seus pacientes na enfermaria era um engenheiro, George Ward. Casaram-se em Monkwearmouth em agosto de 1865. Ele continuou a sofrer problemas de saúde, e morreu em outubro de 1866 após uma longa doença caracterizada por paralisia e problemas intestinais. O médico que mais tarde deu evidências de que Ward estava muito doente, mas ele ficou surpreso que a morte do homem de maneira tão repentina. Mais uma vez, Mary Ann coletou o dinheiro do seguro da morte de seu marido.

## Marido 3: James Robinson
James Robinson era um marinheiro em Pallion, Sunderland, cuja esposa, Hannah, havia morrido recentemente. Ele contratou Mary Ann como governanta em novembro de 1866. Um mês depois, quando o bebê de James morreu de febre gástrica, ele foi confortado por sua empregada e ela ficou grávida. Então a mãe de Mary Ann, que vivia em Seaham Harbour, Condado de Durham, ficou doente e Mary viajou até ela. Embora sua mãe tivesse começado a melhorar, ela também começou a se queixar de dores no estômago. Ela morreu aos 54 anos em 9 de junho, nove dias depois da chegada de Mary Ann.
Isabella, filha de Mary Ann do casamento com William Mowbray, foi trazida de volta para a casa da família Robinson e logo começou a sentir dores de barriga e morreu, tendo o mesmo ocorrido com mais dois filhos de Robinson. Todas as três crianças foram enterradas nas duas últimas semanas de abril de 1867.
Quatro meses depois, Robinson se casou com Maria Ann. Sua filha, Mary Isabella, nasceu em novembro daquele ano, mas ficou doente com dores de estômago e morreu em março de 1868.
Robinson, por sua vez, tornou-se desconfiado da insistência de sua esposa para que ele fizesse um seguro de vida, e acabou descobrindo que ela tinha uma dívida de £ 60 e tinha desfalcado mais de £ 50 que ela deveria ter colocado no banco. A gota d'água foi quando ele descobriu que ela tinha forçado seus filhos a fazer seus trabalhos domésticos. Ele separou-se dela.

## "Marido" 4: Frederick Cotton
Mary Ann estava desesperada e vivia nas ruas. Então sua amiga Margaret Cotton apresentou-a a seu irmão, Frederick, um viúvo vivendo em Walbottle, Northumberland, que havia perdido dois de seus quatro filhos. Margaret tinha agido como mãe substituta para as crianças restantes, Frederick Jr. e Charles. Mas no final de março de 1870, ela morreu de uma doença estomacal indeterminada, deixando Mary Ann junto de Frederick Cotton. Logo Mary estava grávida.
Frederick e Mary Ann casaram-se de forma bigamista em setembro de 1870 e seu filho Robert nasceu no início de 1871. Logo depois, Mary Ann descobriu que seu ex-amante, Joseph Nattrass, estava morando na aldeia vizinha de West Auckland, e não estava mais casado. Ela reacendeu o romance e convenceu sua nova família a morar perto dele. Frederick seguiu o destino dos maridos anteriores de Mary em dezembro daquele ano, aparentemente por culpa de uma "febre gástrica". O seguro tinha sido retirado para seus filhos e sua esposa.

## Dois amantes
Após a morte de Frederick, Nattrass logo se tornou inquilino Mary Ann. Ela arranjou um emprego como enfermeira para um oficial da reserva que estava se recuperando de varíola, John Quick-Manning. Logo ela ficou grávida dele.
Frederick Jr. morreu em março de 1872 e o filho que tivera com Mary logo depois. Então Nattrass ficou doente com febre gástrica, e morreu - apenas depois de revisar seu testamento em favor de Mary Ann.

## Morte de Charles Edward Cotton
Os problemas de Mary Ann começaram quando ela foi convidada por um funcionário da paróquia, Thomas Riley, para ajudar a cuidar de uma mulher que estava doente com varíola. Ela reclamava que o último filho de Cotton, estava a caminho da cidade e perguntou a Riley se ele poderia ser enviado ao Workhouse. Riley, que também trabalhava como médico legista assistente em West Auckland, disse que ela teria que acompanhá-lo. Ela disse à Riley que o menino estava muito doente e teria  acrescentado:
| “ | Ele não vai ser um incomodo por muito tempo. Logo vai seguir o destino da família Cotton. | ” |

Cinco dias depois, Mary Ann disse a Riley que o menino tinha morrido. Riley foi à polícia da vila e convenceu o médico a estender o prazo de entrega do atestado de óbito até que as circunstâncias da morte pudessem ser investigados.
O primeiro local onde Mary Ann foi após a morte de Charles não foi o médico, mas sim o serviço de seguro. Lá, ela descobriu que nenhum dinheiro seria pago até que uma certidão de óbito fosse emitida. Um inquérito foi realizado e acabou sendo concluído com morte por causas naturais. Mary Ann alegou ter usado araruta para aliviar a doença do afilhado e disse que Riley havia feito acusações falsas contra ela, pois ela havia rejeitado seus pedidos de casamento.
Em seguida, os jornais locais ficaram interessados na história e descobriram que Mary Ann tinha vindo do norte da Inglaterra e que tinha perdido três maridos, um amante, um amigo, sua mãe, e uma dezena de crianças, tendo todos os eles morrido de febres de estômago.

## Prisão
Os rumores levaram a uma investigação forense. O médico que atendeu Charles tinha guardado amostras, e estas testaram positivo para o arsênio. Ele foi à polícia, que prendeu Mary Ann e ordenou a exumação do corpo de Charles, e ela foi acusada de seu assassinato.

## Julgamento e execução
O julgamento de Mary Ann Cotton começou em 5 de março de 1873. O atraso foi causado por um problema na seleção do defensor público. Um tal Mr. Aspinwall deveria ter ocupado o cargo, mas o Procurador-Geral, Sir John Duke Coleridge, escolheu seu amigo e protegido Charles Russell, Barão de Russell of Killowen. A Nomeação de Russell no lugar de Aspinwall levou a questão até a Câmara dos Comuns. No entanto, ele foi aceito, e Russell conduziu a acusação. O caso do Cotton seria o primeiro de vários casos famosos de envenenamento em que ele estaria envolvido durante sua carreira, incluindo os casos de Adelaide Bartlett e Florence Maybrick.
A defesa no caso foi feita por Sr. Thomas Campbell Foster. A defesa de Mary Ann afirmou que Charles havia morrido por inalação de arsênio usado como um corante no papel de parede verde da casa dos Cotton. O júri retirou-se por 90 minutos antes de declarar Mary Ann culpada.

O correspondente do The Times relatou em 20 de Março: 
| “ | Depois da condenação tal mulher infeliz exibiu forte emoção, mas isso deu-se apenas em alguns segundos, voltando ao seu habitual comportamento frio, reservado para sua esperança de que ela receberá clemência de Sua Majestade, afirmando veementemente sua inocência do crime que ela tinha sido acusada. | ” |

Várias petições foram apresentadas ao Home Secretary, mas nenhuma foi atendida. Mary Ann Cotton foi enforcada em Durham County Gaol em 24 de março de 1873 por William Calcraft. Ela morreu, não porque seu pescoço teria quebrado, mas por estrangulamento causado pela corda  amarrada muito curta, possivelmente de forma deliberada.

## Canção
Mary Ann Cotton até possui uma canção de ninar com seu nome, feita pouco depois do seu enforcamento.
Letras:
Mary Ann Cotton,
Dead and forgotten
She lies in her bed,
With her eyes wide open
Sing, sing, oh, what can I sing,
Mary Ann Cotton is tied up with string
Where, where? Up in the air
Sellin' black puddens a penny a pair.
"Black puddens" refere-se a uma morcela, um tipo de linguiça feito com sangue de porco.